# Miko Peled

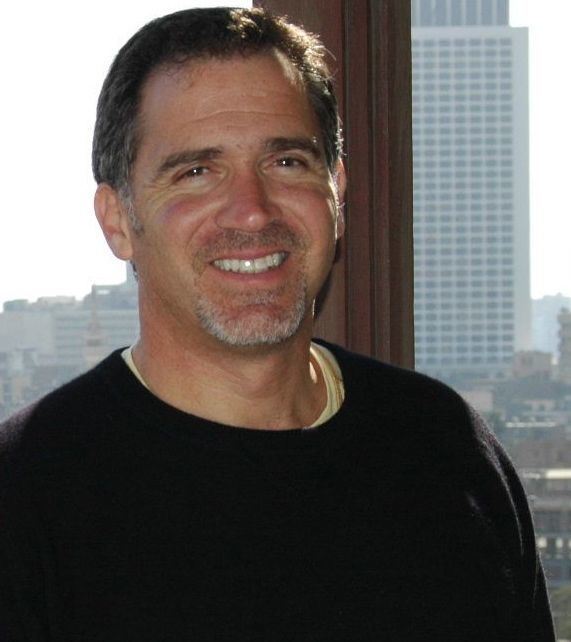
Miko Peled

Avraham „Miko“ Peled (hebräisch אברהם "מיקו" פלד; geboren am 10. Dezember 1961) ist ein israelisch-US-amerikanischer Menschenrechts- und Friedensaktivist, Autor und Karate-Lehrer.

## Biographie
Miko Peled entstammt einer in Israel prominenten zionistischen Familie: Sein Großvater Avraham Katznelson (1888–1956) gehörte 1948 zu den Unterzeichnern der Israelischen Unabhängigkeitserklärung. Sein Vater Mattityahu Peled (1923–1995), der im Arabisch-Israelischen Krieg von 1948 kämpfte und 1967 als General im Sechstagekrieg, wurde zu einem Befürworter eines israelischen Dialogs mit der Palästinensischen Befreiungsorganisation (PLO). Nach Angaben seines Sohnes verurteilte er die Eroberung des Westjordanlands, des Gazastreifens, des Sinai sowie der Golanhöhen und nannte den Krieg eine „zynische Kampagne der territorialen Expansion“. Er engagierte sich unter anderem im Israeli Council for Israeli-Palestinian Peace und saß für die Fortschrittliche Liste für den Frieden in der Knesset. Von den Palästinensern wurde er Abu Salaam (Vater des Friedens) genannt. Miko Peleds Mutter Zika (1926–2024) hatte sich 1948 geweigert, in ein Haus in Westjerusalem einzuziehen, weil sie wusste, dass die arabischen Bewohner zuvor hatten fliehen müssen. Sein älterer Bruder ist der Politikwissenschaftler Yoav Peled (geb. 1947) von der Universität Tel Aviv, der in den Jahren 2010 und 2011 die Hans-Speier-Gastprofessur der New Yorker New School for Social Research innehatte.
Nach der High School meldete sich Miko Pered zu einer Spezialeinheit der israelischen Streitkräfte (IDF). Er verließ die Streitkräfte nach dem Libanonkrieg 1982 und begann, sich für eine friedliche Lösung im Nahostkonflikt einzusetzen. Nachdem 1983 ein Teilnehmer einer Peace Now-Demonstration durch den Granatenanschlag eines Rechtsextremisten getötet worden war, nahm er dies „als Zeichen“, wie er später in einem Interview sagte. Schon während seiner Schulzeit hatte er begonnen, Karatesport auszuüben, weil das „eine Praxis der Gewaltlosigkeit“ sei. In den folgenden Jahren erwarb er den schwarzen Gürtel sechsten Grades in Karate und machte den Sport zu seinem Lebensinhalt. Er zog mit seiner Familie zunächst nach Japan und 1987 nach San Diego in den USA, wo er eine eigene Karateschule eröffnete.
1997 wurde Peleds 14-jährige Nichte Smadar, die Tochter seiner Schwester Nurit Peled-Elhanan, bei einem palästinensischen Selbstmordattentat in Jerusalem ermordet. Nurit Peled-Elhan ist der Überzeugung, dass diese Tat ihre Ursache in der Besatzung Palästinas und der Politik Israels hatte, besonders der unter ihrem Jugendfreund Benjamin Netanjahu. Sie schrieb einen Artikel für Le Monde diplomatique unter der Überschrift „Bibi, was hast du getan“.
Peled schloss sich einer palästinensisch-jüdisch-amerikanischen Dialoggruppe in San Diego an. Er stellte fest, dass ihm die jüdischen Amerikaner, die er dabei kennenlernte, fremder waren als seine neuen palästinensischen Freunde. Auch war er schockiert über die anti-arabischen Aussagen und die Islamophobie jüdischer Amerikaner, die davon ausgingen, dass er ihre Ansichten teile.
Ab dem Jahr 2000 begann Peled, der weiterhin mit seiner Frau und drei Kindern in den USA lebt, jährlich Palästina zu bereisen. Er unterrichtet Kinder in Flüchtlingslagern in Karate und engagiert sich in gewaltfreiem Aktivismus für den Frieden, auch als Redner auf Veranstaltungen. Er betreibt einen Blog und schreibt regelmäßig für Online-Publikationen wie die Electronic Intifada und den Palestine Chronicle. Neben seinem Blog produziert er regelmäßig Podcasts.
2024 gründete Peled das Dar Al Hurriya – Palestine House of Freedom in Washington, D.C., eine gemeinnützige Bildungsorganisation, die sich der Förderung palästinensischer Stimmen widmet. Durch Bildungsprogramme, kulturelle Veranstaltungen und Lobbyarbeit versucht die Organisation, einen umfassenderen und informierteren Diskurs über Palästina zu schaffen.

## Positionen
Nach Ansicht von Miko Peled ist Israel seit über sechs Jahrzehnten auf der Mission, das palästinensische Volk zu vernichten. Israels Aktionen im Sechstagekrieg von 1967 seien keine Antwort auf eine reale Bedrohung gewesen, sondern „Akte der blanken Aggression“. In seinen Blogbeiträgen bezeichnete er die israelischen Verteidigungsstreitkräfte wiederholt als „Terrororganisation“, Teil einer „gut geölten ethnischen Säuberungsmaschine“. Das israelische Bildungssystem sei darauf ausgelegt, israelische Kinder zu Rassisten zu machen, die Palästinenser „als kulturell minderwertig, gewalttätig und auf die Vernichtung der Juden aus“ darzustellen. Danach seien die Palästinenser ohne eine wahre nationale Identität und „ein Problem, das gelöst werden muss, und als eine Bedrohung, die eliminiert werden“ müsse. Er prangerte „absurde Vergleiche wie den von Jassir Arafat mit Adolf Hitler, den Palästinensern mit den Nazis und dem palästinensischen Widerstand mit Al-Qaida“ an.
In seinem Blog fordert Miko Peled die Beseitigung der israelischen Sperranlage im Westjordanland und die Einführung gleicher Rechte für Israelis und Palästinenser: Zum Wohle beider Nationen müsse die Trennungsmauer fallen und die israelische Kontrolle über das Leben der Palästinenser überwunden werden, damit eine säkulare Demokratie, in der alle Israelis und Palästinenser gleichberechtigt leben, „in unserem gemeinsamen Heimatland“ errichtet werden könne. 2012 sagte er in einem Interview mit der  Neuen Zürcher Zeitung: „Wir Juden brauchen eine Heimat – aber einen eigenen Staat brauchen wir nicht.“
Peled vertritt den Standpunkt, dass die Zweistaatenlösung, die sein Vater noch propagiert hatte, nicht mehr ausreichen werde. Er unterstützt die Schaffung eines einzigen demokratischen Staates mit gleichen Rechten für Israelis und Palästinenser. Israel sei ein Apartheidstaat, die israelische Regierung „ein radikales zionistisches Regime“ und Israel ein Land, in dem „die Hälfte der Bevölkerung in einer vermeintlich westlichen Demokratie lebt, während die andere Hälfte von einem rücksichtslosen Verteidigungsapparat gefangen gehalten wird, der von Tag zu Tag gewalttätiger wird“. Seine Vision: „Der Staat Israel wird zusammenbrechen, und wir werden […] ein freies, demokratisches Palästina vom Fluss bis zum Meer (From the River to the Sea) sehen.“
Peled unterstützt die Boycott,-Divestment-and-Sanctions-Bewegung (BDS) gegen Israel. BDS sei ein „völlig legitimes“ Mittel, um „zu versuchen, diesen israelischen bewaffneten Moloch zu stoppen“.
Im Juni 2012 schrieb Miko Peled in einem Meinungsbeitrag für die Los Angeles Times, dass,

“Israel is faced with two options: Continue to exist as a Jewish state while controlling the Palestinians through military force and racist laws, or undertake a deep transformation into a real democracy where Israelis and Palestinians live as equals in a shared state, their shared homeland. For Israelis and Palestinians alike, the latter path promises a bright future.”

„Israel vor zwei Optionen steht: Weiter als jüdischer Staat zu existieren und die Palästinenser mit militärischer Gewalt und rassistischen Gesetzen zu kontrollieren, oder einen tiefgreifenden Wandel zu einer echten Demokratie zu vollziehen, in der Israelis und Palästinenser als Gleichberechtigte in einem gemeinsamen Staat, ihrer gemeinsamen Heimat, leben. Für Israelis und Palästinenser gleichermaßen verspricht der letztere Weg eine gute Zukunft.“

## Kritik und Kontroversen
2016 löste Peled eine Kontroverse aus, nachdem er getwittert hatte, dass „Juden den Ruf haben, schäbige Diebe zu sein“, was zur Absage seiner Vorträge in Princeton und an der San Diego State University führte. Auf einem Parteitag der britischen Labour-Parteitags im September 2017 sagte Peled unter anderem: „Hier geht es um die Redefreiheit, die Freiheit, Kritik zu üben und jedes Thema zu diskutieren, ob es um den Holocaust geht: ja oder nein [...]“ Dieser Beitrag Peleds wurde als Holocaustleugnung und Antisemitismus gewertet. Peled erklärte daraufhin, er lehne es ab, dass Holocaust-Leugner, „so dumm sie auch sein mögen“, wie Kriminelle behandelt werden sollten, und er bezweifle, dass Unterstützer Israels die Befugnis erhalten sollten, darüber zu urteilen, wer ein Rassist und Antisemit sei oder nicht.
In einem Redebeitrag während einer Oxford-Union-Debatte im November 2024 sagte Peled zu dem Antrag This House Believes Israel is an Apartheid State Responsible for Genocide im November 2024: „Der 7. Oktober war kein Terrorismus. Es waren heldenhafte Taten eines Volkes, das unterdrückt wurde.“ Nach dieser Erklärung wurden mehrere Wortmeldungen zur Geschäftsordnung an den Präsidenten gerichtet, weil Peled „den Terrorismus verherrliche“. Trotz der Unterbrechung wurde ihm gestattet, seine Rede fortzusetzen. Er schloss mit einem Plädoyer für die Abschaffung des „Apartheidstaats“ und die Errichtung eines „freien, demokratischen Palästinas vom Fluss bis zum Meer“. Die Debatte endete chaotisch, als Reden wiederholt unterbrochen und einige Teilnehmer aus dem Saal entfernt wurden. Der Antrag wurde mit 278 Pro-Stimmen und 59 Kontra-Stimmen angenommen. Die Oxford Israel Society sprach von „purem ungefilterten Hass“.
Rund eine Woche nach der Debatte wurde bekannt, dass die britische Counter Terrorism Policing South East aktiv geworden sei, um zu untersuchen, ob Mirko Peled mit seinen Aussagen gegen das britische Terrorism Act 2000 verstoßen habe.
Schon 2018 schrieb die Journalistin Petra Marquardt-Bigman in einem Kommentar in der Haaretz über Miko Peled, dieser verteidige die Hamas fast ebenso vehement, wie er Israel anprangere.

## Publikationen
2012 veröffentlichte Miko Peled sein Buch The General's Son: Journey of an Israeli in Palestine (2012). Das Buch sei ein Bericht darüber, wie er, „der Sohn eines israelischen Generals und eines überzeugten Zionisten“, zu der Erkenntnis kam, dass die Geschichte, „mit der ich aufgewachsen bin … eine Lüge war“. Das Buch basiert nach Peleds eigenen Angaben weitgehend auf langen Gesprächen mit seiner Mutter, auf einer gründlichen Lektüre von „allem, was mein Vater je geschrieben hat“, und auf Material über die Karriere seines Vaters in den israelischen Armeearchiven. In seinem Buch Injustice: The Story of the Holy Land Foundation Five aus dem Jahr 2018 zeichnet er den Prozess der Zerschlagung der Holy Land Foundation for Relief and Development nach, der zur Verhaftung und Inhaftierung der führenden Köpfe dieser Organisation führte.
- Der Sohn des Generals: Reise eines Israelis in Palästina. Mit einem Vorwort von Alice Walker. edition 8, Zürich 2016, ISBN 978-3-85990-290-9.
- Injustice: The Story of the Holy Land Foundation Five. Just World Books, 2018, ISBN 978-1-68257-085-2 (englisch).